# Суперкубок Італії з волейболу серед жінок 2022
27 розіграш Суперкубка Італії з волейболу серед жіночих команд відбувся 26 листопада 2022 року у Флоренції. За трофей боролися  чемпіон і володар національного кубка в сезоні 2021-2022  «Імоко Воллей» (Конельяно) і фіналіст кубкового турніру «Ігор Горгонзола» (Новара). «Імоко» здобув трофей шостий раз загалом і  вп'яте поспіль.

## Учасники
| Команда           | Місто     | Досягнення                                                          |
| ----------------- | --------- | ------------------------------------------------------------------- |
| «Імоко Воллей»    | Конельяно | Переможець чемпіонату і кубка Італії в сезоні 2021-2022             |
| «Ігор Горгонзола» | Новара    | Третій призер чемпіонату і фіналіст кубка Італії в сезоні 2021-2022 |

## Матч
| Дата       | Час   |                            | Рахунок |                            | Сет 1 | Сет 2 | Сет 3 | Сет 4 | Сет 5 | Всього | Звіт |
| ---------- | ----- | -------------------------- | ------- | -------------------------- | ----- | ----- | ----- | ----- | ----- | ------ | ---- |
| 26.11.2022 | 20:30 | «Імоко Воллей» (Конельяно) | 3–1     | «Ігор Горгонзола» (Новара) | 25–23 | 17–25 | 25–17 | 25–17 |       | 92–82  |      |

| 2       | Кетрін Пламмер         | 17 |
| 3       | Келсі Робінсон         | 3  |
| 4       | Федеріка Скуарчіні     | 13 |
| 5       | Робін де Крюйф         | 4  |
| 6       | Алессія Дженнарі       | 6  |
| 8       | Алекса Грей            |    |
| 10      | Моніка Де Дженнаро (л) |    |
| 11      | Ізабель Гок            | 22 |
| 12      | Іленія Перікаті        |    |
| 13      | Елеонора Фурлан        | 1  |
| 14      | Йоанна Волош           | 1  |
| Резерв: |                        |    |
| 1       | Роберта Каррадо        |    |
| 19      | Сара Фар               |    |
| 20      | Анна Бардаро (л)       |    |

| 1       | Джордін Поултер     | 2  |
| 6       | Гайя Джованніні     | 6  |
| 7       | Іларія Баттістоні   |    |
| 8       | Елеонора Ферсіно    |    |
| 9       | Катеріна Босетті    | 9  |
| 10      | Крістіна Кірікелла  | 6  |
| 11      | Анна Данезі         | 4  |
| 13      | Сара Боніфачо       | 3  |
| 14      | Кенія Каркасес Опон | 11 |
| 15      | Юлія Ітума          | 3  |
| 99      | Ебрар Каракурт      | 14 |
| Резерв: |                     |    |
| 3       | Маккензі Адамс      |    |
| 5       | Джулія Брешіані     |    |
| 12      | Лучія Варела Гомес  |    |

## Найбільше титулів
Найбільшу кількість перемог у турнірі мають:
| Кількість титулів | Волейболістка        | Роки                                     |
| ----------------- | -------------------- | ---------------------------------------- |
| 7                 | Моніка Де Дженнаро   | 2010, 2016, 2018, 2019, 2020, 2021, 2022 |
| 7                 | Робін де Крюйф       | 2013, 2016, 2018, 2019, 2020, 2021, 2022 |
| 5                 | Дарина Міфкова       | 1996, 1997, 1998, 2001, 2002             |
| 5                 | Мартіна Гвіджі       | 2003, 2006, 2008, 2009, 2010             |
| 5                 | Франческа Піччініні  | 1999, 2004, 2011, 2015, 2017             |
| 5                 | Рафаела Фольє        | 2016, 2018, 2019, 2020, 2021             |
| 5                 | Йоанна Волош         | 2018, 2019, 2020, 2021, 2022             |
| 4                 | Франческа Ферретті   | 2008, 2009, 2010, 2013                   |
| 4                 | Кароліна Костагранде | 2006, 2008, 2009, 2016                   |
| 4                 | Паола Егону          | 2017, 2019, 2020, 2021                   |